# Liverpool

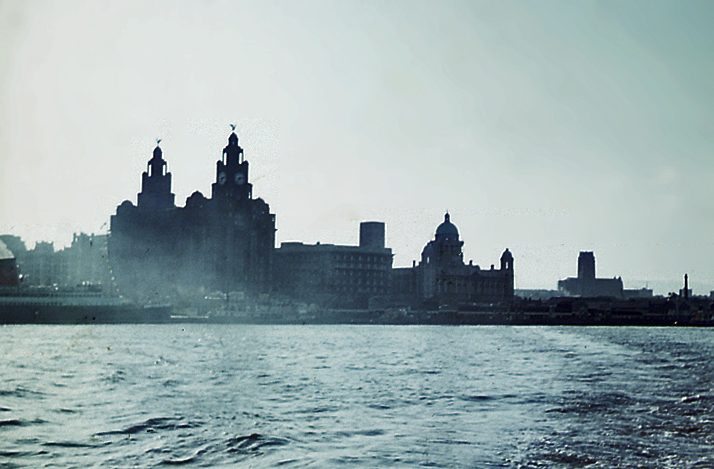
De skyline van Liverpool, gezien vanaf de Mersey

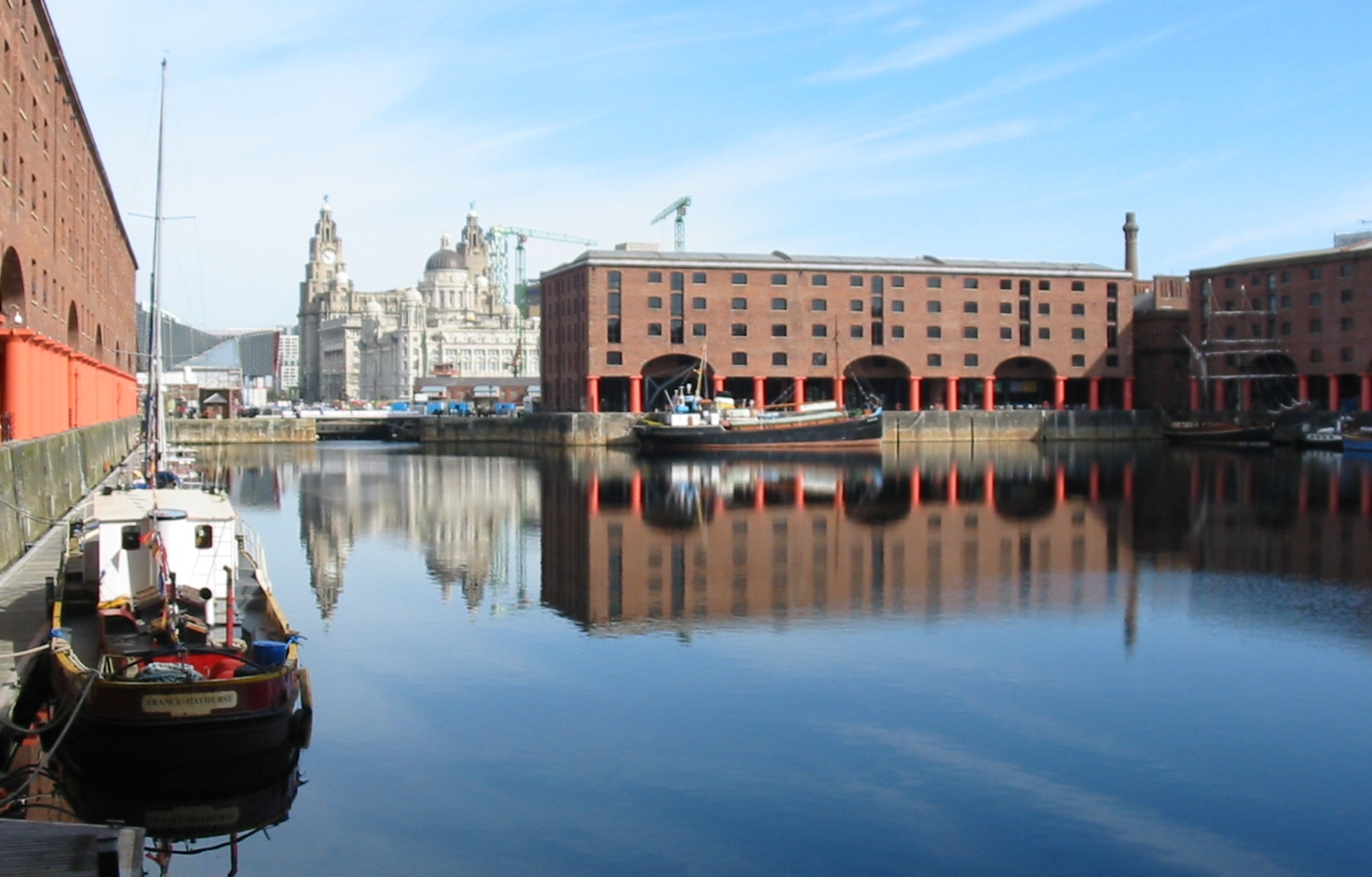
Het Albert Dock, een van de grootste trekpleisters

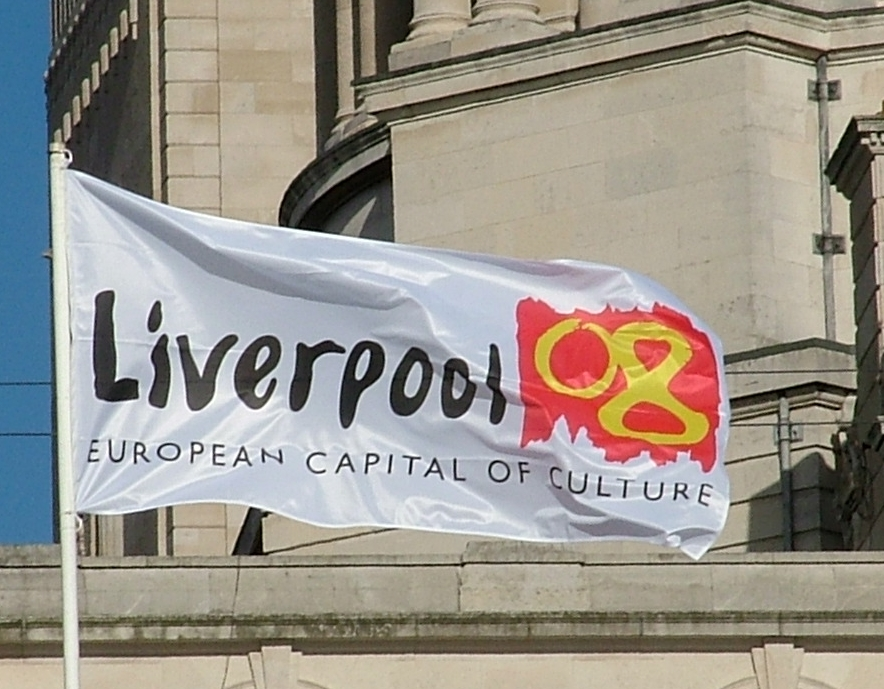
De vlag voor de culturele hoofdstad van Europa in 2008

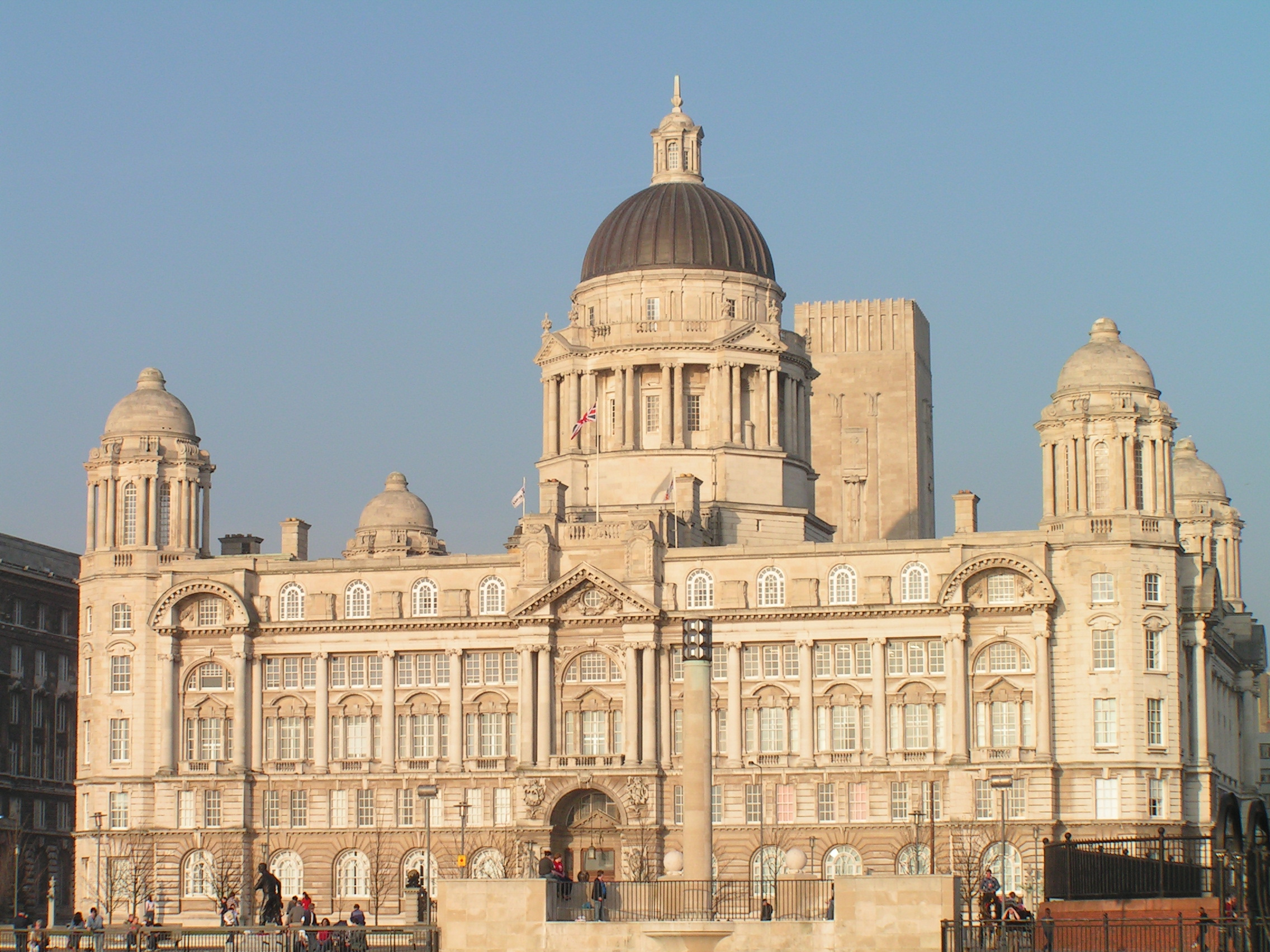
Het markante Port of Liverpool Building

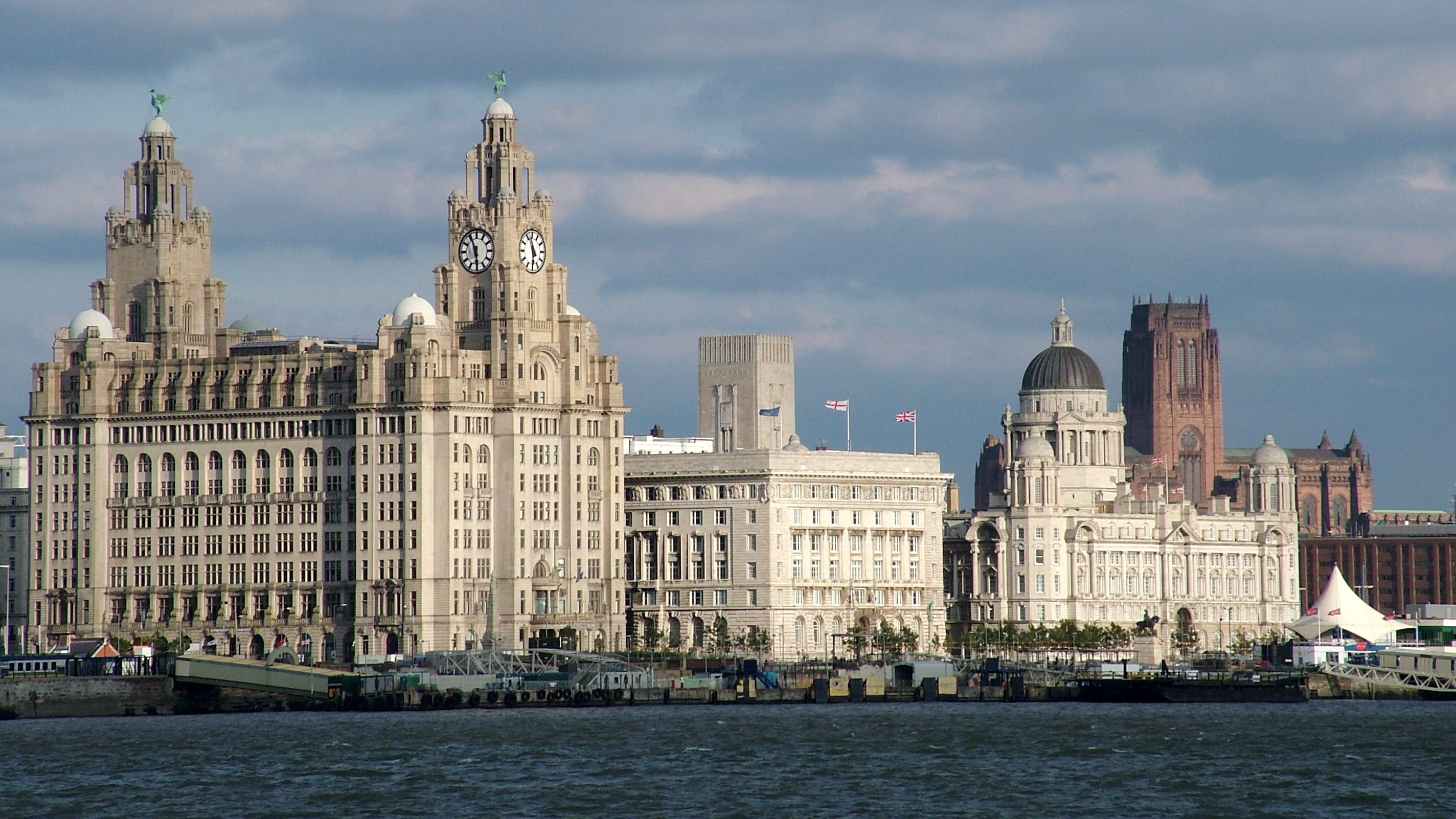
Pier Head aan de Mersey

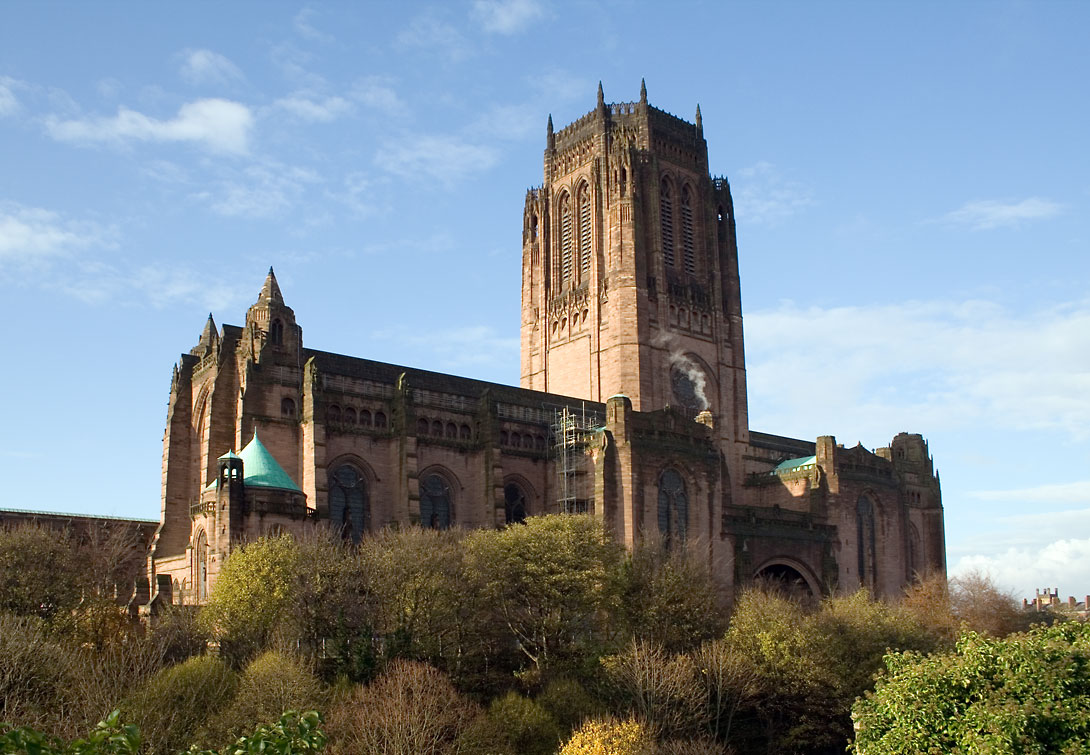
De kathedraal van Liverpool

Liverpool is een district met de officiële titel van city in het stedelijk graafschap (metropolitan county) Merseyside in het noordwesten van Engeland, aan de noordzijde van de rivier de Mersey. Tot 1974 was de stad gelegen in het uiterste zuidwesten van het graafschap Lancashire. Liverpool werd als een borough opgericht in 1207 in dit graafschap en kreeg zijn stadsrechten in 1880. In maart 2021 had Liverpool zo'n 500.500 inwoners, in het Liverpool Urban Area wonen ongeveer 816.216 mensen. Inwoners worden Liverpudlians of meer informeel Scousers genoemd.
In de 18e eeuw groeide de havenstad enorm dankzij de handel naar de Caraïben, Ierland en het vasteland van Europa, maar ook de trans-Atlantische slavenhandel bevorderde de economische expansie. Tegen de 19e eeuw passeerde ruim 40 procent van de wereldhandel de Liverpoolse haven.
De havenfunctie van de stad is grotendeels vervallen. Daarintegen is de toeristensector gegroeid, dankzij de exponenten van de Merseybeat, waaronder The Beatles en Gerry & the Pacemakers. Verder herbergt Liverpool twee van de voetbalclubs uit de Engelse Premier League, Everton FC en Liverpool FC en is het warenhuis Woolworths in Liverpool opgezet. Van 2004 tot 2021 stond de Maritieme handelsstad Liverpool op de Werelderfgoedlijst van de UNESCO, dat is het deel van Liverpool om het oude havengebied. De aantasting van het stadsbeeld door hoogbouw en plannen voor de bouw van een voetbalstadion daar deden de UNESCO-commissie besluiten de stad te schrappen van de lijst.
Sinds 2015 is Liverpool ook UNESCO City of Music.

## Geschiedenis
In 1190 stond de plaats bekend als ‘Liuerpul’ wat zoiets als "een plas of kreek met modderig water" betekent. Door de eeuwen heen is de naam geëvolueerd met verschillende spellingen zoals Leuerepul, Lyuerpole, Lytherpole, Litherpoole tot uiteindelijk Liverpool.
In 1207 begon Jan zonder Land (Koning John) op deze plek met het oprichten van een burcht (borough). Vier eeuwen later was de bevolking echter amper gegroeid en stagneerde de populatie rond de 500. In de 17e eeuw begon de handel en daarmee volgde ook een groei van de bevolking. In dezelfde eeuw werd er ook een deel van de Engelse Burgeroorlog in Liverpool uitgevochten en vertrok het eerste slavenschip naar Afrika. De stad profiteerde van de toename van de slavenhandel en groeide gestaag door. Aan het einde van de eeuw had de haven 41 procent van Europa's slavenhandel en bijna tachtig procent van het Britse belang daarin in handen. Aan het begin van de 18e eeuw passeerde veertig procent van de wereldhandel Liverpool. 
Tijdens de Napoleontische oorlogen was er angst voor een Franse invasie. Kooplieden in Liverpool opperden in 1803 het plan om een fort te bouwen bij New Brighton, aan de monding van de Mersey. Over de financiering van het plan volgde een uitgebreide discussie en het duurde tot 1826 alvorens met de bouw van Fort Perch Rock werd begonnen. Het fort werd in 1956 uit dienst genomen en is verbouwd tot museum.
In 1830 werd de stad via de Liverpool and Manchester Railway verbonden met Manchester. De lijn was ‘s werelds eerste spoorverbinding tussen twee grote steden en de eerste openbare spoorlijn waarop passagiers en post per stoomtrein en volgens een vaste dienstregeling werden vervoerd. Tussen 1840 en 1850 trok de stad vele Ierse immigranten, doordat in Ierland de Grote Hongersnood had toegeslagen. Tegen 1851 was ongeveer een kwart van de inwoners van Ierse afkomst. Tot aan het begin van de 20e eeuw bleef Liverpool Europese immigranten trekken. In 1908 telde de stad 753.203 inwoners, waarbij het in die tijd tot de grotere steden van Europa en de toenmalige wereld behoorde. Tijdens de jaren twintig en dertig van de 20e eeuw werden er nieuwe wijken uit de grond gestampt om de inwoners uit de binnenstad te kunnen huisvesten. Dit ging na de Tweede Wereldoorlog door, maar toen werden ook kleinere steden in de omgeving in het plan betrokken.
Liverpool leed tijdens de Tweede Wereldoorlog grote schade door de tachtig bombardementen die boven de stad werden uitgevoerd. Ruim 2500 mensen kwamen om en bijna de helft van de huizen werden verwoest. Ook hierdoor zag men zich genoodzaakt na de oorlog op grote schaal nieuwbouw te plegen. Sinds 1952 is Liverpool een zusterstad van Keulen dat tijdens de oorlog ook grote schade leed door de bombardementen.
In de jaren zestig was Liverpool dankzij The Beatles en vele andere Liverpoolse bands de hoofdstad van de Merseybeat.
Tijdens de jaren zeventig en het decennium dat daarop volgde kampte de stad met grote werkloosheidscijfers dankzij de intrede van de container en het einde van de functie als wereldhaven. Tegelijkertijd werd Liverpool een metropolitan borough in het nieuwe graafschap Merseyside (Greater Liverpool) met 1.434.256 inwoners.
Sinds het begin van de 21e eeuw ontwikkelt de stad zich weer tot een moderne bruisende stad zonder zware industrie. Tegenwoordig trekt de economie in de stad ook weer aan dankzij de kunstgalerieën, musea en architectuur, maar ook door de blijvende populariteit van The Beatles en andere rockbands uit de jaren zestig.

## Politiek en bestuur
De stad wordt bestuurd door de Liverpool City Council (Het Liverpoolse Stadsbestuur), dat een van de vijf metropolitan boroughs is van het graafschap Merseyside. De raad bestaat uit 90 afgevaardigden die allen kleine delen van de stad vertegenwoordigen. Daarnaast zijn er ook nog enkele bestuursleden die over de dagelijkse gang van de raad gaan. De stad heeft ook nog een Lord Mayor (burgemeester) en een voorzitter van het Stadsbestuur. Die functies worden momenteel (2014) uitgeoefend door respectievelijk Frank Prendergast en Joe Anderson.
In de stad bevinden zich dertig kiesdistricten, ook wel wards genoemd, dit zijn:

## Cultuur

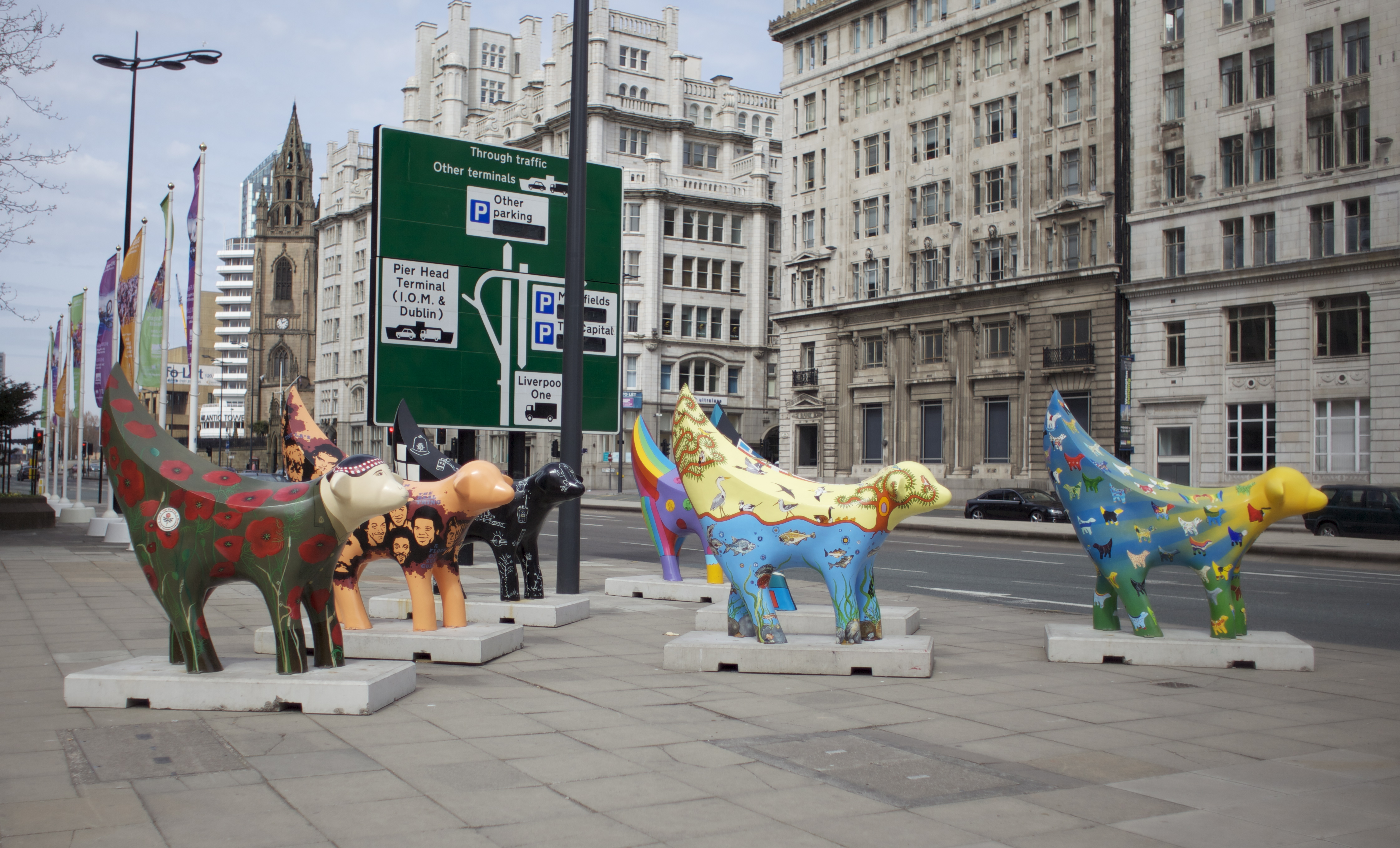
Superlambananas, 2010

In 2007 vierde de stad haar 800ste verjaardag en het jaar erna was de stad (samen met het Noorse Stavanger) de culturele hoofdstad van Europa.

### Muziek
Tijdens de jaren zestig was Liverpool de hoofdstad van de Merseybeat. Naast The Beatles heeft Liverpool ook een van de oudste orkesten, het Royal Liverpool Philharmonic Orchestra, voortgebracht.
Liverpool wordt internationaal geroemd om de muziek en wordt door Guinness World Records erkend als 'World Capital City of Pop'.
Musici uit deze stad hebben meer dan 56 nummer-één-hits gescoord, meer dan elke andere stad ter wereld. Liverpool organiseerde ook het Eurovisiesongfestival 2023.

### Theater
Jaarlijks wordt in de zomer The Liverpool Shakespeare Festival gehouden, waarbij de kathedraal van Liverpool bij de organisatie is betrokken. Ook zijn er vele theaters in Liverpool waar o.a. West End musicals te zien zijn alsmede concerten, stand-up comedians en toneelstukken. The Empire, Everyman Theatre, Royal Court Theatre, Epstein Theatre en Liverpool Playhouse behoren tot de grotere theaters die in Liverpool te vinden zijn.

### Musea
Liverpool heeft naast Londen de meeste galerieën en musea. Het National Museums Liverpool is de enige Engelse collectie die zich volledig buiten Londen bevindt. Tate Liverpool was tot de opening van Tate Modern in Londen de grootste tentoonstellingsruimte voor moderne kunst in heel het Verenigd Koninkrijk. De British Music Experience en de Beatles Story zijn gewijd aan muziek. Het Museum of Liverpool, de Walker Art Gallery, het International Slavery Museum en het Merseyside Maritime Museum vervolledigen de lijst. Het World Museum is een museum dat beschikt over uitgebreide collecties i.v.m. archeologie (Egyptische, Romeinse en Britse archeologie), etnologie en natuurwetenschappen.

## Sport

### Voetbal

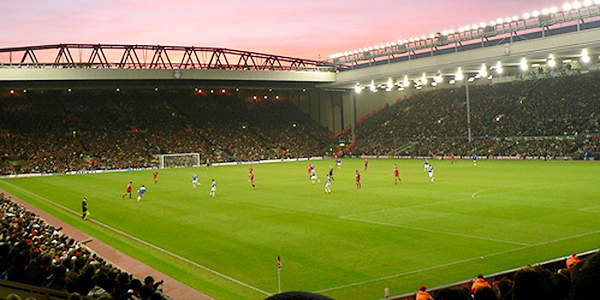
Anfield, het stadion van Liverpool

In Liverpool spelen twee bekende voetbalploegen, genaamd Liverpool en Everton. Hoewel Everton de oudste is, is Liverpool tot op heden de meest succesvolle van beide gebleken. Liverpool was ook betrokken bij twee van de grootste rampen in de geschiedenis van het voetbal. De eerste was het Heizeldrama in 1985, waarbij 39 doden vielen en 400 gewonden. Daaropvolgend werden alle Engelse teams voor vijf jaar uitgesloten van Europees voetbal, Liverpool kreeg er als veroorzaker nog een jaar bovenop. In 1989 volgde de ramp op Hillsborough, waarbij 97 Liverpool-fans het leven lieten. Als resultaat daarvan werden alle Engelse topclubs verplicht hun stadions te verbouwen naar all-seaters. De beveiliging van de wedstrijd gaf 27 jaar later (in 2016) toe dat het haar fout was. In 1888 speelde Everton op Anfield, maar door een betalingsgeschil verkaste de club in 1892 naar Goodison Park en werd een nieuwe formatie, Liverpool, opgericht die op Anfield zou gaan spelen. Liverpool heeft reeds plannen om Anfield uit te breiden. Hiervan is de verbouwde Main Stand intussen gereed. Dit terwijl Everton een nieuw speelveld zoekt in Kirkby (ten noordoosten van de stad). Een voorstel om een stadion te gaan delen werd door beide clubs in de prullenbak gedeponeerd.
Liverpool was speelstad bij het Wereldkampioenschap voetbal 1966, waarbij er wedstrijden werden gespeeld in Goodison Park. Toen er voor het Europees kampioenschap voetbal 1996 in Liverpool gevoetbald werd vonden de wedstrijden plaats op Anfield.

## Onderwijs
De stad huisvest drie universiteiten: de University of Liverpool, de Liverpool John Moores University en de Liverpool Hope University. De University of Liverpool werd in 1881 opgericht als de University College Liverpool en werd drie jaar later een onderdeel van de nationale Victoria University. In 1903 werd het echter weer verzelfstandigd. De oudste universiteit, de Liverpool Hope University werd in 1844 opgericht en is tegenwoordig de enige oecumene universiteit in Europa. De nieuwste instelling, de Liverpool John Moores University was een technische universiteit, maar kreeg haar huidige status in 1992.

## Verkeer en vervoer

Fotogalerij
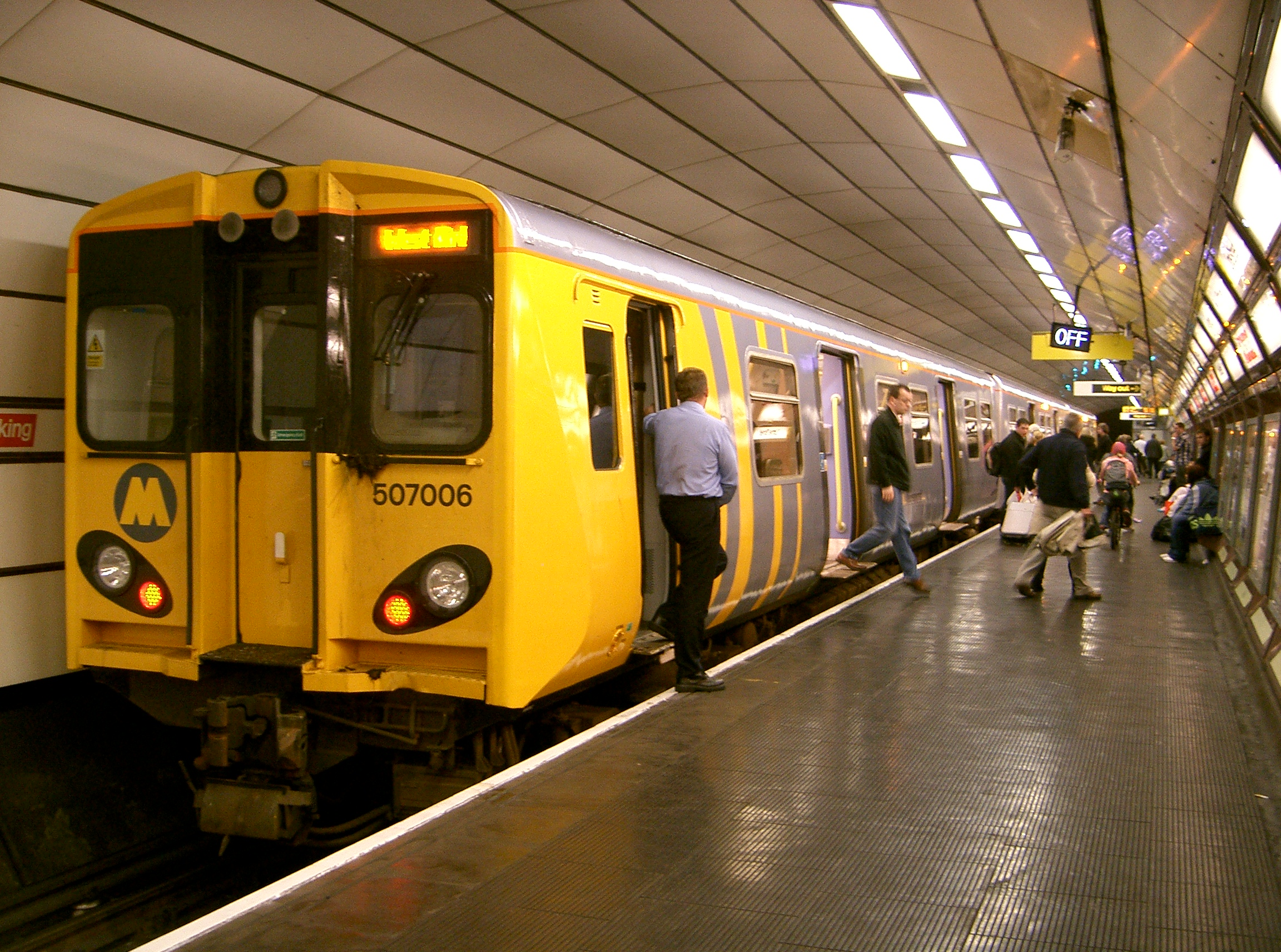
Merseyrail
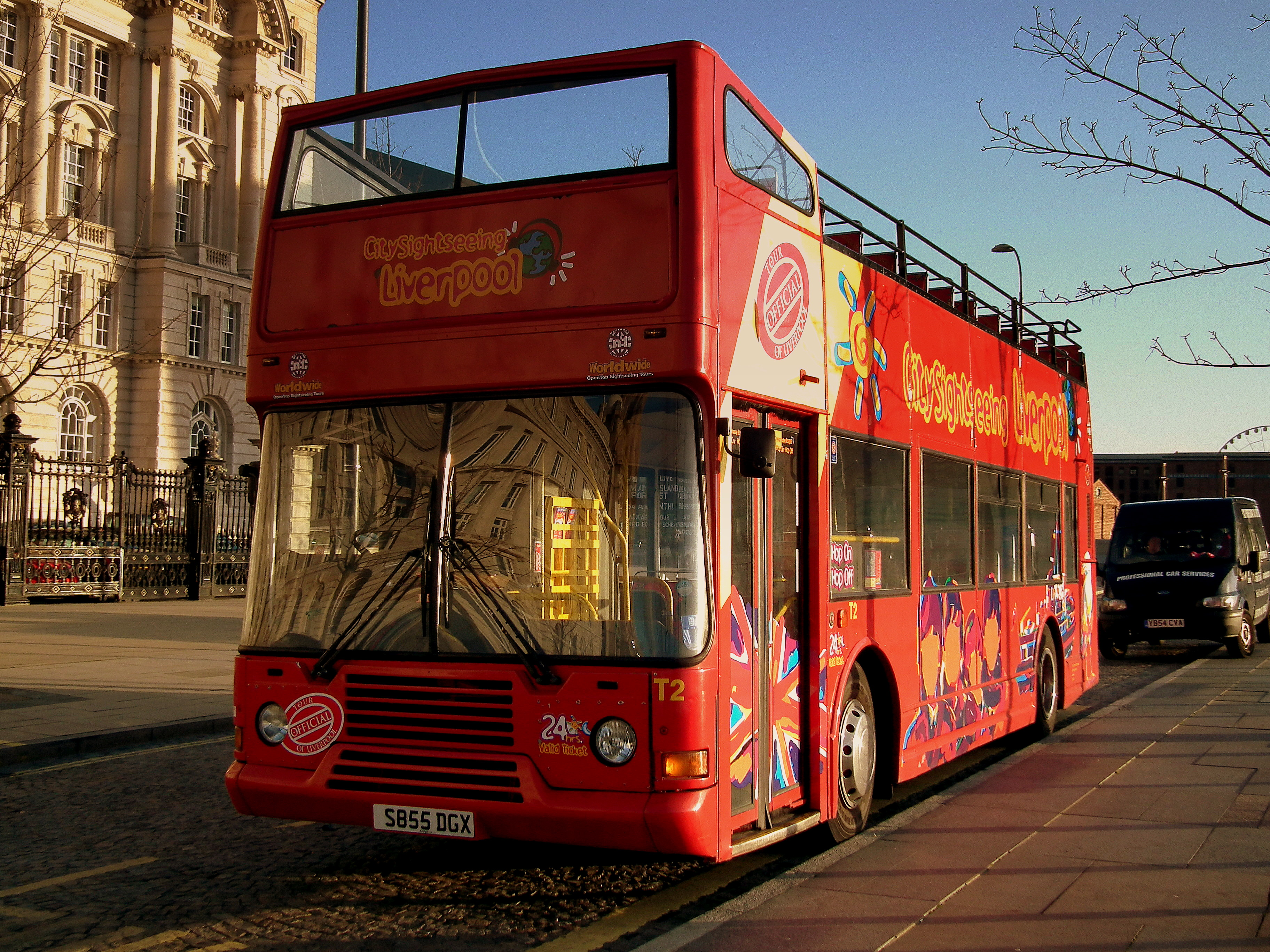
City Sightseeing Liverpool
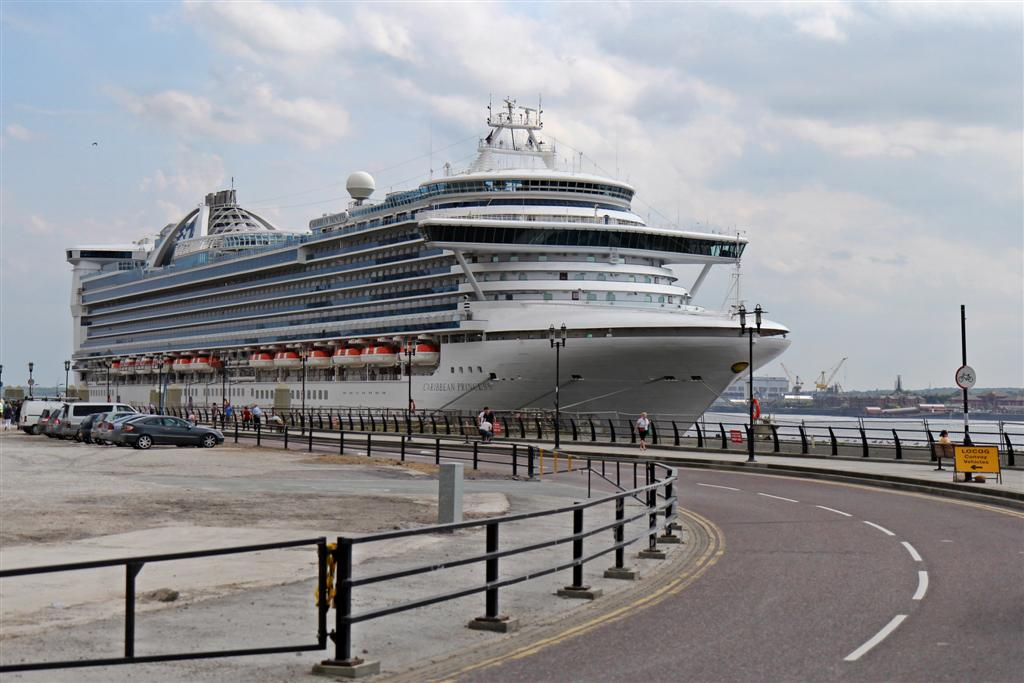
Caribbean Princess
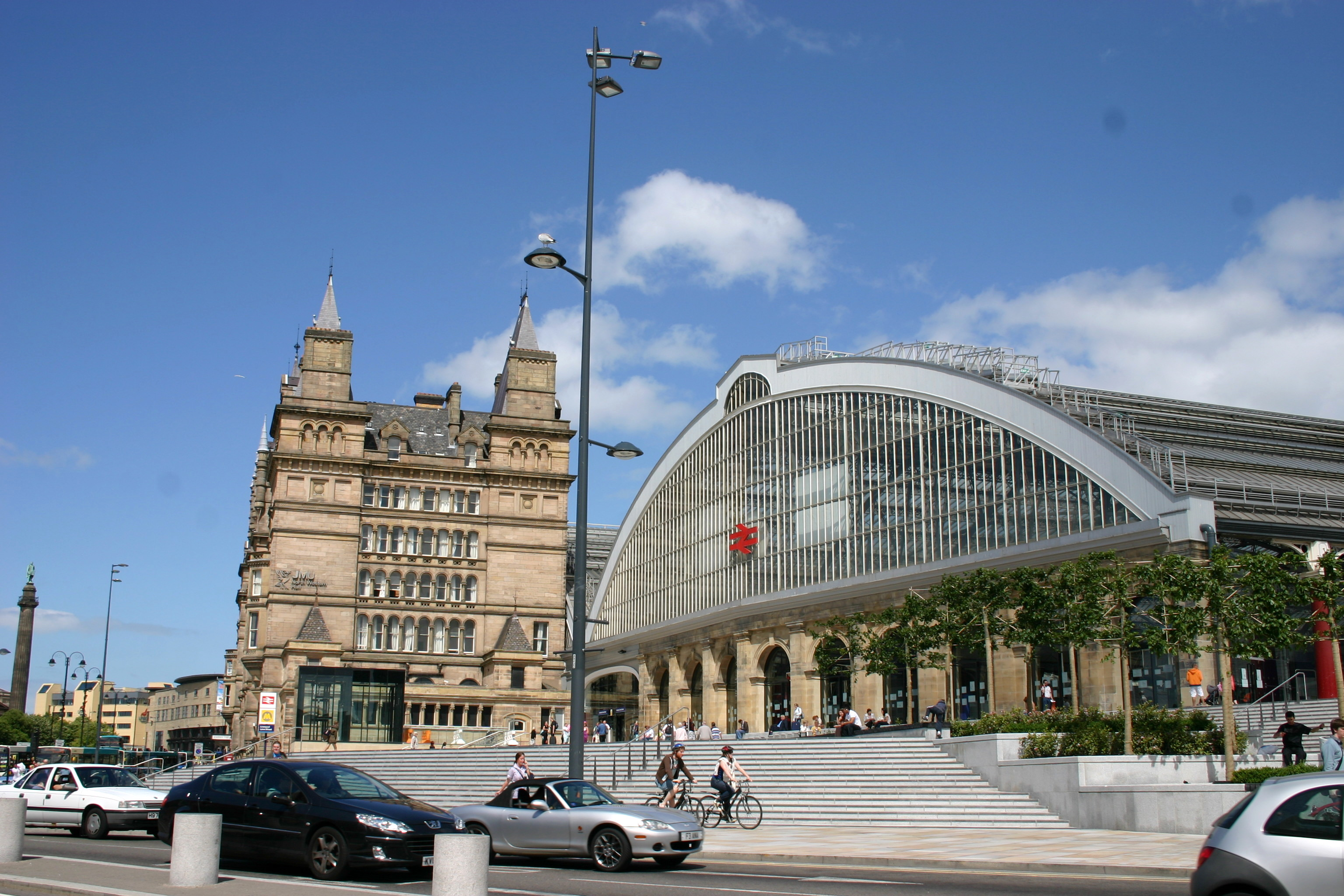
Lime Street
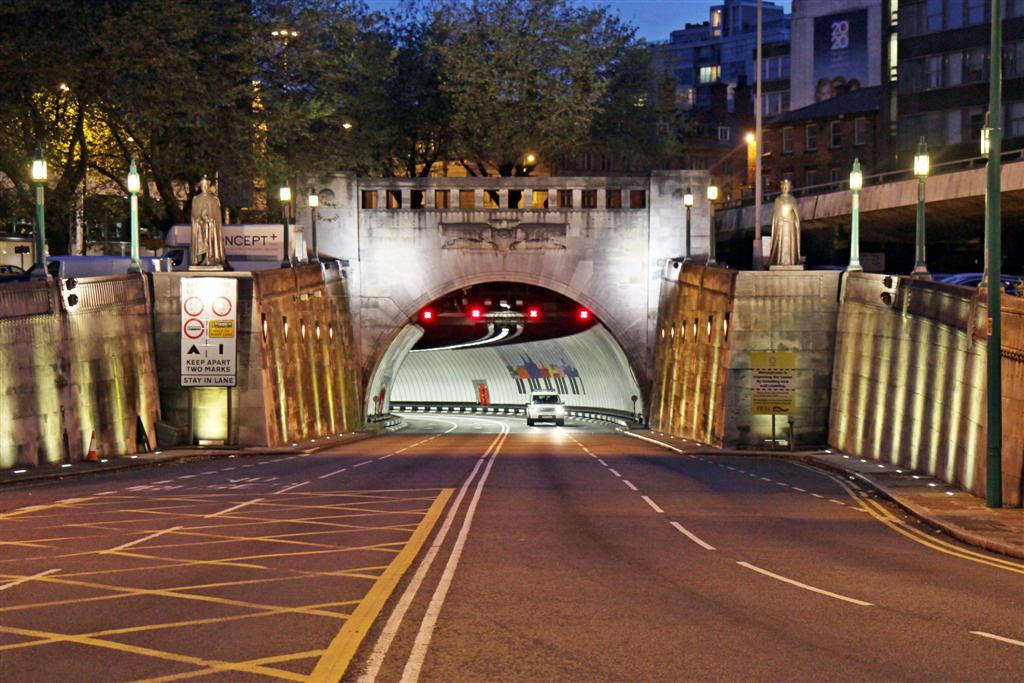
Queensway
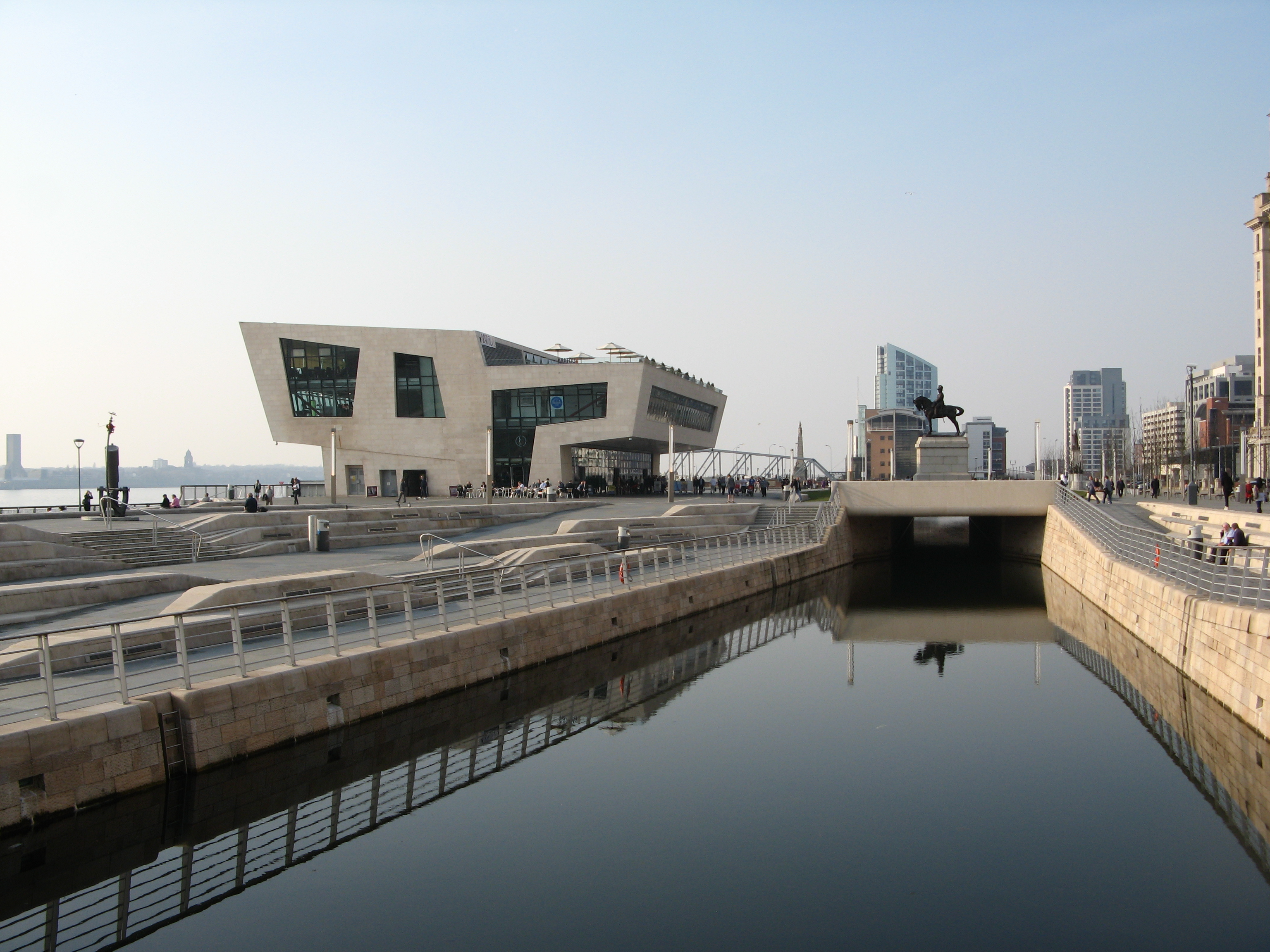
Leeds en Liverpool Canal
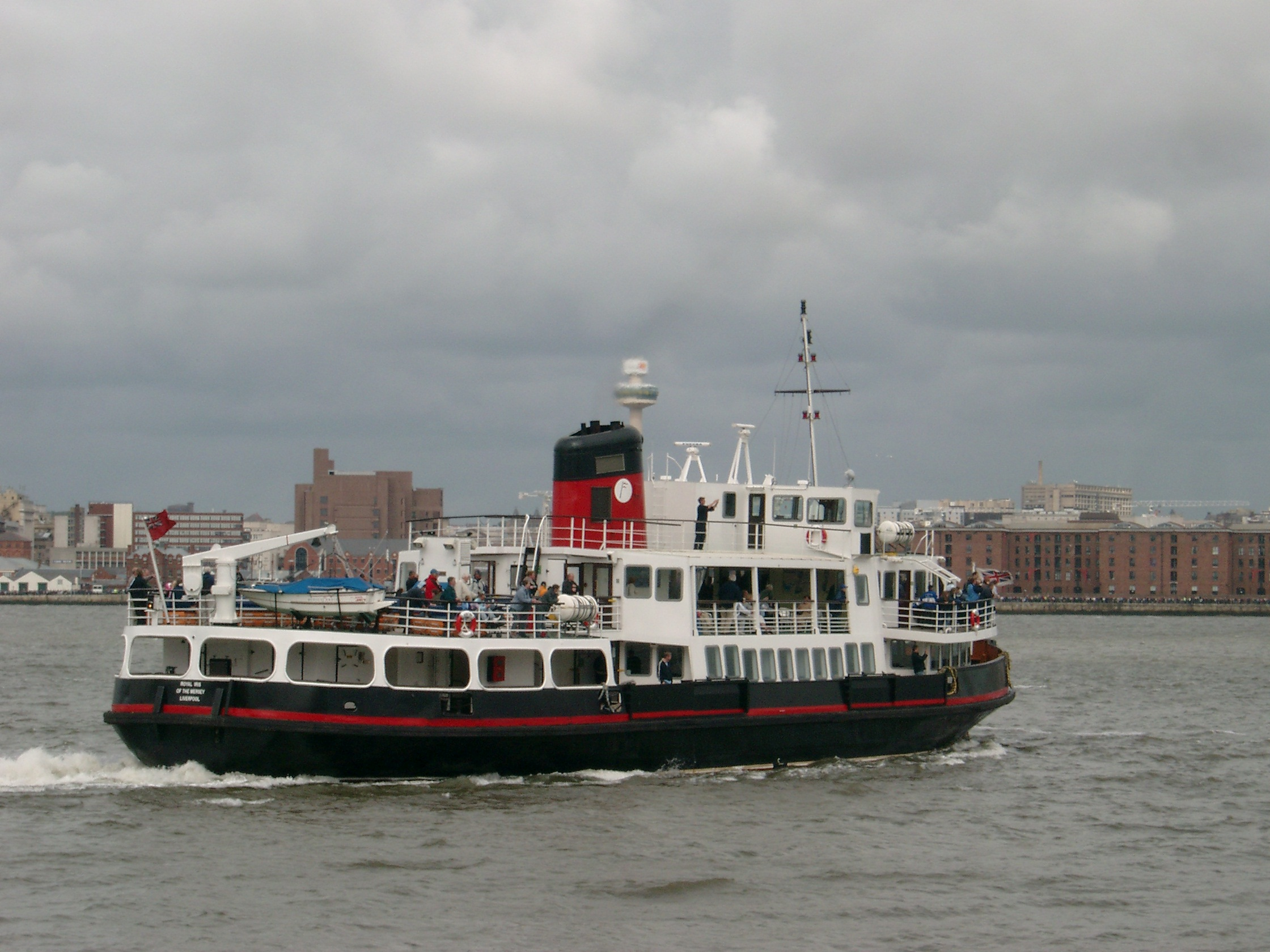
Mersey Ferry
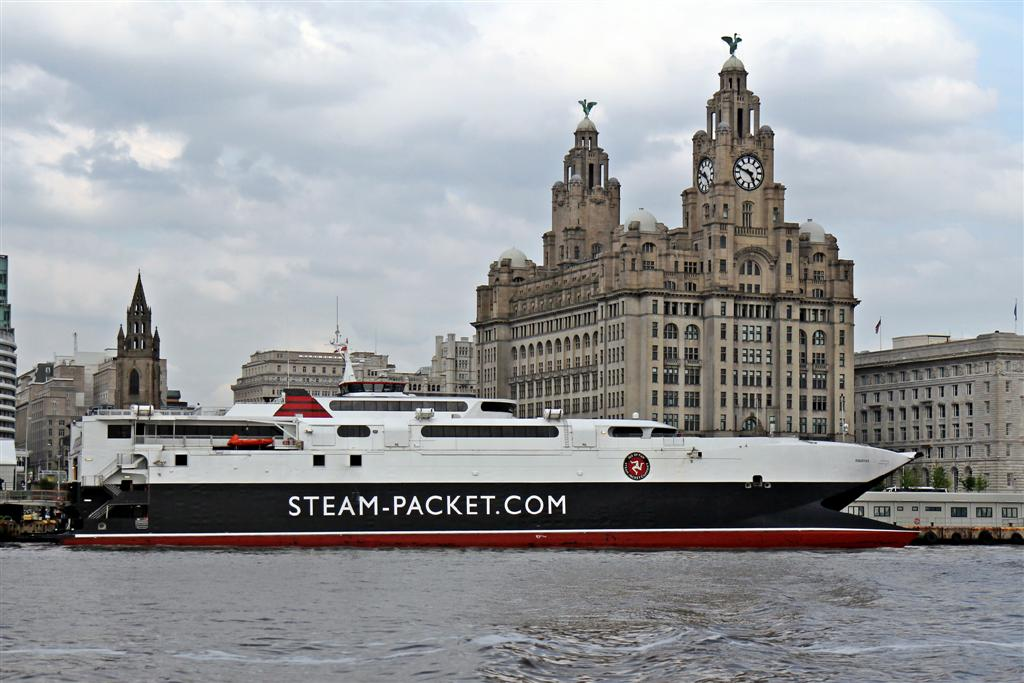
Manannan en Liver Building, Pier Head, Liverpool
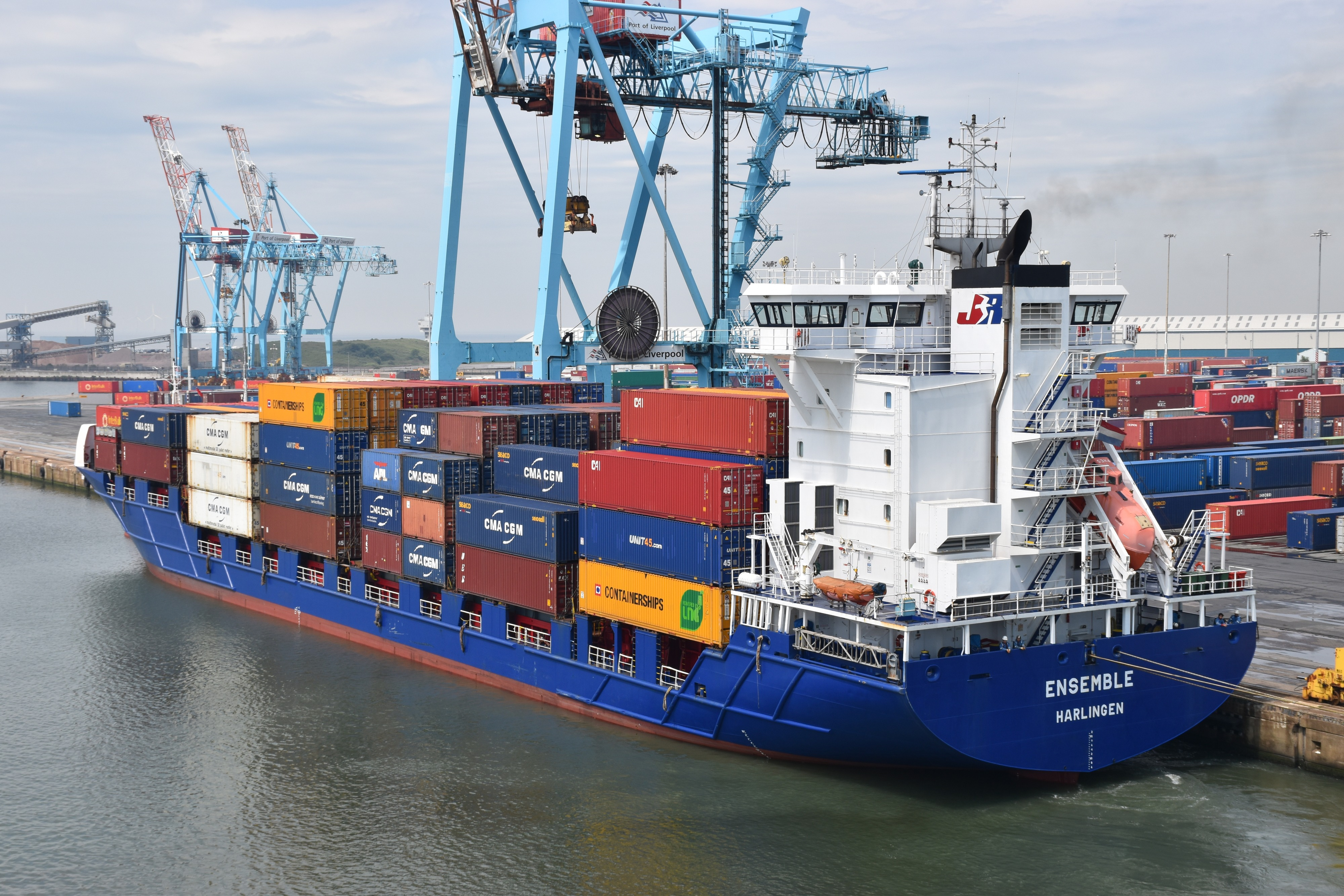
Royal Seaforth Container Terminal en Ensemble

De stad heeft een uitgebreid openbaar vervoernetwerk met onder meer treinen die in het centrum als metro (Merseyrail) opereren. Daarnaast zijn er vele connecties met het nationale wegen- en spoornetwerk. Tussen 1869 en 1957 had Liverpool een tramnet. Dit werd beheerd door de Liverpool Tramways Company.
Zowel John Lennon Airport als de haven voorzien in internationale verbindingen. Liverpool ligt aan de Mersey waaronder de drie Mersey Tunnels aangelegd zijn die een verbinding vormen met het schiereiland Wirral met daarop de plaatsen Birkenhead en Wallasey.

## Klimaat
Liverpool ervaart een gematigd maritiem klimaat, net als veel van Brittannië, met relatief koele zomers en milde winters. Bidston Observatory, gelegen op het schiereiland Wirral, heeft historisch gezien de langste ononderbroken periode van weergegevens voor de omgeving van Merseyside. Meer recent heeft het Met Office een weerstation op Crosby bediend.
| Maand                              | jan  | feb  | mrt  | apr  | mei  | jun  | jul  | aug  | sep  | okt  | nov  | dec  | Jaar  |
| ---------------------------------- | ---- | ---- | ---- | ---- | ---- | ---- | ---- | ---- | ---- | ---- | ---- | ---- | ----- |
| Gemiddeld maximum (°C)             | 6,8  | 7,2  | 9,2  | 11,5 | 15,3 | 17,3 | 19,2 | 19,3 | 16,6 | 13,1 | 9,6  | 7,4  | 12,7  |
| Gemiddeld minimum (°C)             | 2,6  | 2,6  | 4,1  | 5,4  | 8,3  | 10,9 | 13,1 | 13,1 | 11,2 | 8,5  | 5,6  | 3,6  | 7,4   |
|                                    |      |      |      |      |      |      |      |      |      |      |      |      |       |
| Neerslag (mm)                      | 61,6 | 48,9 | 51,8 | 43,8 | 50,8 | 63,0 | 46,0 | 59,2 | 61,5 | 60,5 | 60,3 | 68,8 | 684,3 |
| Bron: National Oceanography Centre |      |      |      |      |      |      |      |      |      |      |      |      |       |

## Zustersteden
Liverpool is partnerstad van de volgende steden.
- Birmingham (Verenigde Staten), sinds 2015
- Keulen (Duitsland), sinds 1952
- Dublin (Ierland), sinds 1997
- Shanghai (China), sinds 1999
- Rio de Janeiro (Brazilië), sinds 2003
- Medan, (Indonesië)
- Penang, (Maleisië)

De stad onderhoudt ook nog contacten met enkele andere steden, onder meer:
- Givenchy-lès-la-Bassée, (Frankrijk)
- Halifax, (Canada)
- Havana, (Cuba)
- La Plata, (Argentinië)
- Memphis, (Verenigde Staten)
- Minamitane, (Japan)
- Napels, (Italië)
- New Orleans, (Verenigde Staten)
- Odessa, (Oekraïne)
- Ponsacco, (Italië)
- Râmnicu Vâlcea, (Roemenië)
- Valparaíso, (Chili)